# Sun Tunnels
Sun Tunnels est une installation de Land art créée en 1976 par la plasticienne américaine Nancy Holt, située dans l'Utah, aux États-Unis.

## Caractéristiques
Sun Tunnels est située à proximité de la ville fantôme de Lucin (en) dans le nord-ouest de comté de Box Elder, Utah, dans le désert du Grand Bassin, à 15 km de la frontière avec le Nevada. L'œuvre est complètement isolée : la ville la plus proche, Wendover, est distante d'une soixantaine de kilomètres au sud-ouest. La grande route la plus proche, l'Utah State Route 30 (en), passe à 15 km au nord-ouest.
L'œuvre consiste en quatre buses de béton de 18 pieds de long (5,4 m) et de 9 pieds de diamètre (2,75 m), disposées en « X » et alignées face-à-face par paire. Les buses sont orientées en fonction des solstices : aux alentours de ces dates, les levers et couchers de soleil sont visibles dans l'axe des buses,. Disposées au centre d'une étendue aride et désolée, elles peuvent être perçues de loin, entre 1,5 à 2,5 km.
Chaque tunnel est percé de trous, dessinant les motifs de quatre constellations : le Dragon, Persée, la Colombe et le Capricorne. Les diamètres des trous varient suivant la magnitude des étoiles représentées. Ces trous projettent des points lumineux sur l'intérieur sombre des tunnels. D'après Nancy Holt, « il s'agit d'une inversion de la relation ciel/terre - amenant le ciel sur la terre ».

## Historique
Sun Tunnels est un produit de l'intérêt de Nancy Holt pour les variations d'intensité du Soleil dans le désert, comparées à celles du Soleil en ville. Le projet vient à Holt en 1973, alors qu'elle effectue des repérages avec son mari Robert Smithson pour son œuvre Amarillo Ramp. En 1974, elle se met en quête d'un site dans l'Ouest américain, et achète un terrain près de la ville fantôme de Lucin. La construction débute en 1975 et s'achève en 1976.